# Kleiner Dodo (Fernsehserie)
In der Zeichentrickserie Kleiner Dodo geht es um einen kleinen Orang-Utan namens Dodo, der virtuos auf der  Geige spielt. Der alte Darwin ist ein Affe, welcher in menschlicher Obhut gelebt hatte und nun in den Dschungel zurückgekehrt ist. Weitere Figuren in der Serie sind Arnold, das Krokodil, Patana, ein weibliches Nashorn, ein Leopard namens Lollo und viele andere.

## Vorlage
Als Vorlage für die Serie dienen die fünf Bücher (Verkaufszahl: 150.000 in Deutschland und dem deutschsprachigen Ausland) des Zeichners Hans de Beer sowie seiner Frau Serena Romanelli, welche die Idee dazu hatte.

## Produktion
An der Produktion der Serie waren die Berliner Firma Rothkirch Cartoon-film, MaBo Filmproduktion, der WDR und KIKA sowie Hans de Beer mitbeteiligt. Produzent war Thilo Graf Rothkirch.

## Serie
Die 26-teilige Serie (Spieldauer ca. 5 Minuten pro Folge) wurde zum ersten Mal ab Ostern 2007 in der Sendung mit der Maus in Deutschland ausgestrahlt und lief dann mehrfach im KIKA. Die Serie wurde auf den New York Festival mit der Silver World Medal ausgezeichnet.
Die letzte Ausstrahlung fand vom 4. Januar 2009 bis zum 5. Juli 2009 im KIKA statt.

## Kinofilm
Der Kinofilm Kleiner Dodo wurde 2007 produziert und kam am 1. Januar 2008 in die deutschen Kinos. Regie führten Thilo Rothkirch und Ute von Münchow-Pohl, für das Drehbuch verantwortlich waren Thilo Rothkirch, Ute von Münchow-Pohl, Rolf Giesen und Michael Mädel. Der Film ist das Prequel zur Serie. Er zeigt das Leben Dodos mit seinen Eltern im Regenwald, wie die Geige in den Dschungel kam und wie der kleine Orang-Utan schließlich ihr Besitzer wurde. Am 5. September 2008 erschien der Film auf DVD.

## Weitere Veröffentlichungen
Das Buch Kleiner Dodo, was spielst du? wurde 1995 in Deutsch und Slowenisch und 1998 in Italienisch verlegt. 1999 folgte von den beiden Autoren das Buch Kleiner Dodo, lass die Drachen fliegen, 2004 Dodos Zirkusabenteuer und 2007 Kleiner Dodo – Bester Freund.
Im Jahre 2001 erschien das erste Hörbuch zur Serie Kleiner Dodo. von Georg Bühren, Heiner Heusinger u. a.
2007 kam ein weiteres Hörbuch zur Serie von Marcell Gödde heraus und wurde von Andy Muhlack musikalisch unterlegt.
2008 erschienen unter dem Titel Kleiner Dodo mehrere Bücher für Vorschulkinder zum Lernen von Zahlen wie Kleiner Dodo – Vorschule Zahlen 1 bis 10 und Kleiner Dodo – Zauber-Zahlenschule oder zum Erlernen von Buchstaben wie Kleiner Dodo – Zauber-Buchstabenschule sowie das Musikbuch Kleiner Dodo – sing mit uns!.

## Weitere Vermarktung
Zu der Serie sind verschiedene Merchandising-Artikel wie Plüschtiere, Stiftaufsätze, Bettwäsche und andere Textilien auf dem Markt.

## Ausstellung
In Iserlohn fand vom Mitte September bis Ende Oktober 2008 eine Sonderausstellung in der Städtischen Galerie zur Zeichentrickserie Kleiner Dodo statt.